# Francesc Canals i Gassió
|  | Per a altres significats, vegeu «Francesc Canals (desambiguació)». |

Francesc Canals i Gassió (Reus, 1638 - Mèxic, 1694) va ser un militar català
Va sortir de Reus als 17 anys per fer la carrera militar. Segons l'historiador reusenc Andreu de Bofarull, va ser capità d'infanteria, i desplaçat a Mèxic, se li va encarregar "la direción y el mando de la Flota de Nueva España. En 1691 fue armado caballero del hábito de la Orden de Calatrava".
Va ser cònsol primer del consolat dels Regnes de Nova Espanya. Per a obtenir l'ingrés a l'Orde de Calatrava calia un expedient molt complet, que va haver de fer-se en part a Reus. Agraït per les facilitats en l'expedient per part de la seva ciutat, va donar als jurats de Reus deu barres massisses de plata "de quatre vares de longitud", treballades a martell, per al tàlem de la Prioral de sant Pere. L'ajuntament, creient que les deu barres eren excessives i de massa pes, acordà suprimir-ne dues per a fer-ne un bust reliquiari de Sant Pere, per a substituir-ne un de fusta. Actualment encara existeixen els dos busts del sant. Dedicà també un altar a la Verge de Guadalupe, amb un quadre de la imatge i unes rendes per al seu culte. Quan va morir el 1694, la seva esposa ingressà de religiosa a l'orde caputxí de Mèxic.